# 小行星5320
小行星5320（5320 Lisbeth）是一颗围绕太阳公转的小行星。1985年11月14日，波爾·延森、卡爾·奧古斯特森、漢斯·約恩·福格·奧爾森（Hans Jørn Fogh Olsen）在霍尔拜克发现了此天体。
这颗小行星的绝对星等为214.95263等。